# ゼルダの伝説 スカイウォードソード
『ゼルダの伝説 スカイウォードソード』（ゼルダのでんせつ スカイウォードソード、英題：The Legend of Zelda: Skyward Sword）は、任天堂より2011年11月23日に発売されたWii用アクションアドベンチャーゲーム。アメリカでは同年11月20日、ヨーロッパでは同年11月18日に発売。

## 概要
ゼルダの伝説シリーズにおいて、Wiiで発売された作品としては『ゼルダの伝説 トワイライトプリンセス』（2006）に続く2作目である。ただし、『トワイライトプリンセス』はニンテンドー ゲームキューブ用ソフトとして開発がされた作品であったため、本作は純粋にWii向けに開発された初のゼルダ作品となる。
Wiiモーションプラスを用いた直感的な操作に特化しているのが最大の特徴であり、『Wii Sports Resort』のような操作感覚で様々なアイテムを用いることが出来る。開発期間は実に5年にわたり（後述）、キャッチコピーに「濃密ゼルダ」とあるように、ゲームのボリュームだけでなく、遊びそのものの密度に重点が置かれている。またテレビCMでは「ゼルダの伝説、はじまりの物語」とされているように、発売日の時点で今作がシリーズ通して時系列的に最初の物語となる事が示唆されている。
ゲーム雑誌『ファミ通』のクロスレビューでは史上16作品目となる40点満点を獲得。ゼルダシリーズでは3回目になる。
画面アスペクト比は4:3と16:9に対応している。16:9の時のみ、テキスト表示において漢字にふりがなが表示される。
『ゼルダの伝説 風のタクト』のように今作を一度クリアすると、二周目として「辛口モード」という高難易度のゲームモードがプレイ出来るようになる。このモードでは『時のオカリナ3D』の裏ゼルダのように敵から受けるダメージが二倍になるなど、一部の仕様が変更されている。データ作成の際は一周目のデータに上書きされる形になるが、虫やお宝の一覧、入手した数、敵を倒した数等は引き継がれる。
本作ではセーブ方法が従来の作品と大きく変わり、フィールド上やダンジョン内に点在するモニュメントを利用して行うようになっている。再開時は最後にセーブしたモニュメントの前からのスタートとなる。また、フィールド上にあるモニュメントには一つ一つ名前が付いており、大空から大地に降り立つ際、利用したことのある任意のモニュメントの前に着陸することができる。
2016年9月2日からはWii U用ダウンロードソフトとしても配信されている。2021年7月16日にはリメーク版がNintendo Switch用ソフト『ゼルダの伝説 スカイウォードソード HD』として、発売された。以降特記のない限りオリジナル版であるWii版について記述する。

### アートワーク
絵は印象派の絵画を彷彿とさせるような淡いタッチの色使いが特徴。人物のキャラクターデザインは『トワイライトプリンセス』に近いものであるが、敵キャラクターや亜人族などのデザインであり、それは『風のタクト』や『神々のトライフォース』の絵に近いゼルダゲームならではの絵である。また、背景と人物についても絵のタッチが異なる。

## 世界および時代設定
本作の世界は、スカイロフトがある雲の上の世界「大空」と、フィローネ・オルディン・ラネールの3つの地域がある雲の下の世界「大地」に大別される。スカイロフトの人々の間では元来、雲の下には何もないと考えられていたが、ゼルダが雲の下へ落ちた事件以降、大地の存在が徐々に明らかになっていく。
先述の通り、本作はシリーズ中の時系列で最古の時代にあたる（それまで最古の時代とされてきたのは『ふしぎのぼうし』）。作中では、これまで詳しく語られなかった退魔の剣マスターソードと万能の力トライフォースの誕生の経緯や、ゼルダがなぜシリーズ中で「伝説」として扱われるようになったのかが描かれる。

## 地域

### 大空
スカイロフト
リンクやゼルダ達が住む、天空に浮かぶ島。スカイロフト以外にも大小様々な島が点在している。
夜はロフトバードに乗ることができないうえ、魔物が出現する。
積乱雲内部
スカイロフト付近に突如出現した雲。内部には神殿のある「詩島」（うたしま）など様々な島が浮かんでいる。大空を見守り続けてきた精霊ナリシャの住処でもある。
序盤は厚い雲に遮られて侵入できないが、物語中盤で女神の詩によって開かれた穴から侵入できるようになり、後にアウールとオストが訪れる。

### フィローネ地方
封印の地（ハイリアの地）
フィローネの森のはずれにある地。
「封印されしもの」が封印された地であり、巨大な螺旋状の地形をしている。物語が進むとバドによって巨大なレールが設置される。
元々はスカイロフトの女神像があった神殿の場所である。
フィローネの森
水龍フィローネが統治する、巨大な大樹を中心に広がる自然豊かな地帯。物語後半では、魔物から守るために水龍フィローネにより全域が水没する。
フロリア湖
フィローネの森の水源となっている湖であり、その一部はオルディン火山の山頂にも湧き水として流れ込んでいる。また、パラゲ族や水龍フィローネの住処でもある。

### オルディン地方
オルディン火山
灼熱の溶岩が煮えたぎる活火山。ふもとではモグマ族が見られ、居住スペースを作っている。
火龍オルディン曰く、昔は地上の者と地下の者が共存していたらしい。
火山山頂
オルディン火山の山頂。非常に高温であるため、耐熱イヤリングなしでは訪れることが出来ない。
火龍オルディンの住処であり、奥にはかつての文明の跡が存在する。

### ラネール地方
ラネール砂漠
雷龍ラネールが統治していた地域。かつては緑が溢れ「時空石」を採掘する為の坑道が広がっていたが、現在では文明が廃れ砂漠化している。
ラネール鉱山
ラネール砂漠のはずれにある鉱山。他の場所と同様に砂漠化が進んでいる。
時の神殿
過去の世界へ行く事のできる「時の扉」がある神殿。地下はラネール錬石場へと繋がっている。
ラネール砂海
砂漠が海のように広がる地域。かつては広大な海だったが干上がってしまった。沖だった場所にはトロッコのレールが敷かれた造船所や、廃船となった海賊船などが点在している。
ラネール渓谷
雷龍ラネールが住処としている地域。大きな時空石が採掘される。

## ストーリー
空中に浮かぶ浮島スカイロフト。そこでは人々がロフトバードと言われる巨大な鳥にまたがり、自由に空を飛んで平和に暮らしていた。このスカイロフトの騎士学校に通う青年リンクは、上級学年への昇進試験を兼ねた「鳥乗りの儀」に参加する。学友のバドとのトラブルもあったが儀式も無事に終了し、優勝したリンクは幼馴染のゼルダからパラショールを貰う。リンクとゼルダは空の散歩を楽しむが、黒い竜巻が突如2人を襲い、ゼルダは竜巻に飲まれ雲海の下へと消えていった。
そしてリンクは謎の人物に導かれ、スカイロフトにある女神像の中に入る。そこには石の台座に突き立てられた女神の剣があった。リンクを導いた謎の人物は、この剣の精霊ファイであった。ファイはリンクに女神から授かった使命が、ゼルダを見つけ出す鍵になると告げ、リンクに旅立つ事を促す。そしてリンクは女神の剣を手に、雲の下に広がる大地へと冒険に向かう。
リンクはゼルダを追って各地の神殿をめぐり、魔族長ギラヒムの妨害を避けてゼルダに追いつくも、ゼルダは過去の世界に渡ってしまう。そしてリンクは女神の剣をフロル・ディン・ネールの3つの聖なる炎で鍛えてマスターソードを完成させ、その力で過去の世界へと渡る。そして出会ったゼルダに、かつて大地を荒らした邪悪なる存在を女神ハイリアが封印したがそれは完全ではなく、女神はトライフォースの力でその封印されしものを消滅させるべく人間へと転生し、それがゼルダだと伝えられる。そしてゼルダは後をリンクに託し、邪悪なる存在の封印を強化すべく永い眠りに着く。
リンクはそれを受けトライフォースを見つけ出し、その聖なる力で封印されしものを完全に消滅させる。そしてゼルダを眠りから解き放つが、突如現れたギラヒムがゼルダを過去の世界へと連れ去り、ゼルダの持つ力で封印されしものを復活させようとする。ギラヒムはリンクに倒されるが、封印されしものは終焉の者として復活してしまう。リンクはこれに挑み、マスターソードの力もあって終焉の者を打ち滅ぼす。ファイは役目を終えマスターソードの中で眠りにつき、ゼルダとリンクは共に地上で暮らしていくことを決意する。

## 登場人物
声の出演は賢プロダクション所属の声優。

### 主要人物
リンク（声：大原崇）
主人公で、スカイロフトで生まれ育った青年。騎士になるという目標のために騎士学校に通っており、絶滅したとされる紅族のロフトバートをパートナーに持っている。また、普段はボンヤリしている為に幼馴染のゼルダに引っ張られることが多い。ゼルダが竜巻にさらわれた夜に女神像で出会った精霊のファイの導きで女神に選ばれた勇者だということが判明し、女神の剣を手に大地に降りてゼルダを探す冒険に出る。
物語終盤では「力」「知恵」「勇気」3種のトライフォースをすべて宿す勇者へと成長する。これは、歴代シリーズの主人公リンクの中では唯一である。
ゼルダ（声：嶋村侑）
スカイロフトで育ったリンクの幼馴染の少女で、騎士学校の校長の娘。彼女自身も騎士学校に在学しており、紫のロフトバートをパートナーに持っている。また、普段はリンクを積極的に引っ張っているが、内心は気になっているようである。
鳥乗りの儀の女神役に選ばれており、鳥乗りの儀の終了後に突如として発生した竜巻に襲われて大地に落下し、落ちた先である封印の地で出会った謎の老婆によって自分が女神ハイリアの生まれ変わりである事や邪悪な魔王を封印する使命を背負っている事を告げられ、女神像に祈りを捧げるために各地の神殿に巡礼の旅に出かける（その際の軌跡はスタッフロールで描かれている）が、その巡礼で女神像から前世の記憶を得て過去の世界から来た女戦士のインパに導かれて過去の世界へと辿り着く。その後、終焉の者の封印を安定させるために過去の世界の封印の神殿で永い眠りについたが、後にトライフォースの力によって封印されしものが消滅した事で永い眠りから目覚める。その後はギラヒムに過去の世界へと攫われてしまい、終焉の者の復活の為に魂を捧げられてしまうが、リンクが終焉の者をマスターソードへ封印した事により解放された。その後のエンディングでは父親と再会し、別れを告げた後はリンクと共に大地に残る。
ファイ（声：嶋村侑）
リンクをナビゲートする女神の剣に宿る精霊で、選ばれた者を導くために女神ハイリアが造りし存在。マスターソードを擬人化したかのような容姿をしており、女性的だが、性別の言及はない。また、物事を無感情かつ機械的に判断する。敵やボス、人物や虫等の詳しい情報や起こりうる現象、リンクが起こすべき行動を確率と共に助言し、そのセリフの数は膨大で歴代のナビゲーターの中でも最大量を誇る。また、女神ハイリアの遺した言葉がインプットされており、ゲームを進める上で重要な存在となる。リンクのことを「マスター」と呼び、忠実に仕えて冒険を共にし、全てが終わった後はリンクに感謝の言葉を告げてマスターソードの中で永遠の眠りにつく。
バド（声：高橋研二）
スカイロフトに暮らす騎士学校のクラスメイト。周りの人間には威圧的な態度を取っており、ラスとオストの二人を子分に連れ歩いている。また、ゼルダに好意を寄せており、一緒に行動しているリンクの事をライバル視しているため、物語序盤では鳥乗りの儀の当日にリンクのロフトバートを閉じ込めたり、儀の最中に禁止行為である物を投げつけての妨害を行ったりと手段を選ばない面を見せる。
ゼルダの行方不明後はすっかり落ち込んで部屋に籠っていたが、物語中盤でゼルダを探すためにリンクの後を追って大地に降り立ち、そこで当初はリンクに代わって自分がゼルダを助けると言い出す。その後、リンクとゼルダの背負う使命を知ることとなり、封印の地の老婆に諭されたことで横暴な振る舞いを止めて自分でしかできない事を模索し、リンクに協力するようになったことで以後は男気ある性格となってリンクとも友情を築いていくようになる。また、独自に投擲機を開発し、その操縦者として封印されしものとの戦いで重要な役割を担う。その後は大地で過ごしているうちに自分のやるべきことを見出し、故郷に戻らずに大地で暮らしていく決心をする。その後のエンディングではリンクやゼルダ、取り巻きの二人と共にスカイロフトと大地を往来する。
老婆
封印の神殿にいる謎の老婆（ギラヒム曰く「忌々しい女神の老兵」とのことである）だが、正体は「インパの後の姿」である。ギラヒムの起こした竜巻で大地に落下したゼルダを保護し、彼女に進むべき道を示すと同時に彼女の使命を伝える。その後、何かを守りながらも封印されしものや過去の出来事についてなどをリンクに伝えて彼の旅を導いていくが、エンディングでは過去にゼルダから受け取った「ブレスレット」をしたままゼルダと再会し、直後に光の粒となって消える。
インパ（声：下田レイ）
女神の使いであるシーカー族の女戦士で、過去の世界の人間。一時しのぎながらギラヒムと互角に渡り合う程の腕前を誇り、またバリアを張って攻撃を防ぐことができる。大地に降り立ったゼルダに「女神ハイリアの生まれ変わり」だということを教えて過去の世界に導き、以降は彼女に付き添うようになる。その後、ゼルダが封印の神殿で眠りについて以降は、ゼルダを見守りながら女神に選ばれた勇者の訪問を待っていたが、エンディングではゼルダから別れの品として「ブレスレット」を受け取り、マスターソードを見守り続ける為にそのまま過去に一人で残ることとなる。
ギラヒム（声：勝杏里）
魔族を統べる魔族長で、正体は終焉の者が所持する剣に宿る精霊。プライドが高く、ナルシストで、残忍な性格をしており、度々オーバーなリアクションを取っている。当初は現代でゼルダを使って魔族の王を復活させようと画策しており、その過程で出会ったリンクを最初は取るに足らない存在と認識し、紳士的な振る舞いをしていたが、度重なる失敗に苛立ち荒々しい口調に変化していくようになる。その後、計画がトライフォースの力により失敗したことにより、時の扉を使って過去に行くことで終焉の者を復活させる。その際には自ら剣へと戻るが、最後は主である終焉の者の敗北と共に消滅する。
封印されしもの／終焉の者（声：最上嗣生）
ギラヒムが復活させようとしている「魔族の王」。「邪悪な存在」などとも称されている。前者は黒い鱗で覆われた巨大な怪物で、後者は他のシリーズ作品に登場する「ガノンドロフ」や「魔獣ガノン」を彷彿とさせる姿をしている。遥か昔にトライフォースを狙って大地を荒らしまわっていたが、女神ハイリアによって封印される。しかしその封印は完全なものではなく、リンクの持つ女神の剣（＝マスターソード）に反応して幾度も大地に現れるが、トライフォースの力により落下したスカイロフトの女神像の島に押しつぶされ、復活の可能性が断たれる。その後、現代での復活を断念して過去に飛んだギラヒムが、女神ハイリアの力を持つゼルダの魂を捧げた事で「終焉の者」として覚醒し、トライフォースを使って世界を魔族のものにしようとするが、死闘の末にリンクに敗れたことで消滅し、残留思念がマスターソードに封印される。

### スカイロフト

#### 騎士学校
リンクの通っている全寮制の学校。創立25周年を迎えている。なお、ゼルダの伝説シリーズも初代『ゼルダの伝説』の発売から『スカイウォードソード』で25周年となる。
ラス
騎士学校のリンクの同級生であり、バドの取り巻きの一人でもある。小柄な体格だが嫌味かつ打算的な性格で、威光を利用したいがためにバドに与しているが、彼が大地に行った後はバドの部屋を占有する。上級生のクラネに想いを寄せており、リンクにラブレターの手渡しを依頼するが、彼の行動次第ではフェニー（幽霊の手）から想いを寄せられることとなり、夜には彼女が原因で悪夢を見るようになってリンクに助けを求める。ファイ曰く『小心腹黒の人』。
オスト
騎士学校のリンクの同級生であり、バドの取り巻きの一人でもある。背が高い。ラスとは異なり純粋にバドのことを慕っている。虫マニアで、リンクが集めた虫を買い取ったり、後に虫島と呼ばれる小島で虫集めゲーム「昆虫天国」を行うようになる。また、会話の中で虫に関する慣用句を多用する（虫が好かない、虫唾が走るなど）。ファイ曰く『長身無口の人』。
セバスン
騎士学校のリンクの同級生。リンクがゼルダを探しに旅に出ていることを知る数少ない人物。また消極的な性格と体が脆弱な事を気にしている。夜は自室で腕立て伏せの練習をしているが、リンクの行動次第ではカボチャを軽々投げられる程に成長する。ファイ曰く『繊細非力の人』。
クラネ
騎士学校で高等部に所属する丸い帽子を被った少女。クールな性格をしている。キコアに好意を寄せているが、リンクの行動と選択肢次第ではキコアと付き合うようになる。ファイ曰く『豪腕乙女』。
キコア
騎士学校で高等部に所属する青年。明るく、生真面目な性格だが、やや融通が利かないところもある。また、家庭の事情から寮には泊まれずに自宅通いで、夜には見回りのアルバイトをしている。クラネに好意を寄せられており、当初はそれに気づかなかったものの、リンクの行動と選択肢次第ではキコアの想いに気付いて彼女と付き合うようになる。ファイ曰く『熱血秀才』。
ゲポラ
騎士学校の校長を務めるゼルダの父親。『時のオカリナ』などに登場するフクロウ（『時のオカリナ』での名前はケポラ・ゲボラ）に似た顔をしている。行方不明になったゼルダの捜索をリンクに頼み、エンディングでは大地に降り立ってゼルダと再会を果たす。ファイ曰く『温厚情愛の人』。
アウール
実技を担当している騎士学校教師。植物学者という側面も持ち、日々珍しい植物を探してはコレクションにしている。物語中盤ではリンクのロフトバードにスピンアタックを伝授する。ファイ曰く『植物愛護の人』。
ホーネル
学科を担当している騎士学校教師。動物の観察と飼育に強い興味を抱いており、普段はゲポラ校長の飼う動物「レムリー」のミーちゃんの世話をしている。ファイ曰く『動物愛護の人』。
ヘーナ
勤続25年になる騎士学校の給仕係のおばさん。口うるさい性格で、時に生徒が起こすトラブルに対して苦言を呈す事もしばしばある。ファイ曰く『活発元気の人』。
イグルス
校舎脇の道場でリンクに剣と盾の使い方を教えてくれる剣術の教師。パンプキンバーの温かいかぼちゃスープが好物である。ファイ曰く『質実剛健の人』。
フェニー
物語中盤から夜の宿舎のトイレに現れる謎の手（ファイ曰く「生前は若い女性だった」とのこと）。何故か紙を欲しがっているが、紙を渡す時にラスのラブレターを渡すとラスに想いを寄せて毎晩に姿を現すようになる。

#### ショップモール
ドルコ
ジャンク屋を経営する職人。祖先が機械亜人である古代のロボットを所有している。リンクが持ってきたアイテムの改造や盾の修理を行うが、後にリンクの協力で機械亜人のサルボを蘇らせることになる。ファイ曰く『豪快職人』。
スズハ
占い屋を経営している占い師。ファイによると「つぶらな瞳で水晶玉を覗くと未来が見える」とのこと。ファイ曰く『予感的中の人』。
コーキン
道具屋を経営している男性。常に低姿勢で手揉みしながら接客してくるが、何も買わないと嫌な顔をする。また、夜は自宅でリンクの集めたお宝の買取を行なってくれるが、態度や性格が異なっている。ファイ曰く『商売上手の人』。
マンダ
クスリ屋を経営している女性。主に客引きを担当している。ファイ曰く『快食快眠の人』。
アリン
クスリ屋でクスリの調合を行う男性。マンダの夫。幼い子供を背負いながら仕事し、夜に妻が寝た後も子供の世話をしている。ファイ曰く『育児亭主』。
ジャクリーヌ
預かり屋を経営している女性。ジャクソンの娘。常に素敵な出会いを求めているせいで接客がおろそかになっている。リンクが預かり屋を何度も利用していると次第に好意を寄せるようになる。ファイ曰く『純情可憐の人』。
ジョナ
食堂を経営している女性。ガルの母親。料理研究家故に新たな味の追求に余念がないが、一方で客や息子の食事を待たせている。ファイ曰く『料理上手の人』。

#### その他
ゲラン
スカイロフトで修繕屋として働く男性。妻のアリスや娘のクーコと共に暮らしている。また類稀な芸術的センスを持ち、色とりどりのタイルをふんだんに使った美しい街並みは代表作である。ファイ曰く『浪漫中年』。
アリス
ゲランの妻。家族思いだが、やや天然な性格で、時に夫への芸術的インスピレーションを与えてきたと言われている。ファイ曰く『天然主婦』。
クーコ
ゲランとアリスの娘。怖いもの知らずで、魔物の姿をしている後述のモルセゴにも物怖じせずに接している。ファイ曰く『純粋無垢の人』。
ガル
ジョナの息子。腕白な性格をしており、虫が大好き。ファイ曰く『腕白少年』。
パロウ
ロフトバード使いの男性。後述のクイナの兄。妹と共にバード兄妹と呼ばれている。ファイ曰く『素朴青年』。
クイナ
ロフトバード使いの女性。パロウの妹。島の南西にできたルーレッ島を見に行こうとした途中でロフトバードが負傷して立ち往生してしまうが、兄の依頼を受けたリンクに助けられる。ファイ曰く『素朴少女』。
ジャクソン
スカイロフト北に浮かぶ竹切り島で剣の修行に励む男性。ショップモールで働くジャクリーヌの父。娘に対してはかなり過保護で、彼女に男が近づかないかと常に気にしている。ミニゲーム「竹のスパスパ斬り」をさせてくれる。ファイ曰く『美麗剣士』。
ルピア
キコアの母親。生真面目な息子と違ってずぼらな性格で、特に掃除が苦手なために家の中はいつも埃まみれになっており、リンクに掃除を依頼する。ファイ曰く『楽天主義の人』。
オタカ
コーキンの母親。骨董品集めが趣味。家事が嫌い。リンクが骨董品を壊すと弁償を迫る。ファイ曰く『強欲夫人』。
ミホ
ドルコの母親。息子の機械いじりの趣味が理解できず、作業で服を汚し続ける息子をバカ息子呼ばわりしている。ファイ曰く『怪力賢母の人』。
ローク
ショップモールの食堂に通う初老の男性。リンクが同じテーブルに座ると飲み物を奢ってくれたり、ちょっとした小ワザを教えてくれる。また、孫がスカイロフトのエリートであるレスキュー隊所属である事を誇りに思っており、道行く人々から孫の話を聞く事を楽しみにしている。ファイ曰く『隠居老人』。
ダブ
ショップモールの食堂に通う自称食通の男性。店の料理自体は気に入っているものの、出てくるのが遅い事に不満を感じている。ファイ曰く『美食大食の人』。
プーキン
スカイロフトの南にあるパンプキンバーのマスター。大金をはたいて店のシャンデリアを新調するも、リンクの行動次第では彼にシャンデリアを壊されてしまい、弁償のためのアルバイトを課すようになる。ファイ曰く『頑固一徹の人』。
パナン
パンプキンバーの看板娘。プーキンの娘。歌が得意で、リンクが女神のハープを持っているとセッションができる。また、店のかぼちゃ畑を耕してくれる人材を探している。ファイ曰く『天真爛漫の人』。
ロスター
パンプキンバーに通う老人。騎士学校食堂で働くヘーナの夫。非常に怖がりかつ思い込みが激しい性格で、話をまともに聞く人間はほとんどいないが、ある夜に偶然目撃したモルセゴを恐れ続けている。ファイ曰く『夢見老人』。
ミチル
パンプキンバーに通う青年。店のパナンに憧れを抱いている。ファイ曰く『普通青年』。
テリー
スカイロフトの上を回遊する移動店舗テリーショップを経営する青年。夜は大空の北東にある島で過ごしている。普段は片言の言葉で話すが、夜には普通の言葉遣いをする。品物を見て何も買わずに店を出ようとすると怒って店から叩き落す。オニダイオウカブトという虫をこよなく愛している。ファイ曰く『放浪商人』。
ドド
島の南西にあるルーレッ島を経営するピエロのような男性。背中に装着しているルーレット型の飾りを大地に落として意気消沈するが、リンクがそれを回収して以降は島でダイビングルーレットゲームを行うようになる。ファイ曰く『道楽息子』。
トルビ・ヤンカ・ホーグ
スカイロフトの警備隊の3人。トルビは緑の服を着た男性、ヤンカは赤い服を着ている警備隊の紅一点の女性、ホーグは青い服を着た渋い声の男性である。また、3人ともリンクが飛び込み台以外の場所でスカイロフトから落下すると拾い上げて注意を促す。
モルセゴ
スカイロフト墓地の真下にある隠れ家に住む巨大な翼を持つ魔物。スカイロフトに魔物が出没する原因を作った人物でもある。魔物でありながらも心優しい性格で、人間と仲良くなりたいと思っている。集めると人間になれるという「感謝の気持ち」を探すようリンクに依頼し、全て入手した後は人間になってずっと訪れたかったショッピングモールに出没するようになる。その後、自分がスカイロフトに魔物が出る原因だと知って少しショックを受けるが、人間として本当にスカイロフトの住人になれたことを前向きに捉える。ファイ曰く『善良悪魔』。

### フィローネ地方
精霊水龍フィローネ
フロリア湖に住んでいる巨大な水龍。地域の者達からは気に入らない者を食ってしまうと言われ恐れられている。女神からフィローネ地方を託されていたが、後にギラヒムに傷を負わされてしまったためリンクに傷を治す聖なる水を取ってくるよう依頼する。物語後半ではフィローネの森に巣食う魔物を一掃するためとして森一帯を水没させる。

#### 草食亜人 キュイ族
フィローネの森に住む亜人族。臆病な性格で、外敵が来ると伏せるようにして植物に擬態する。名前は日本茶が由来となっている。
マチャー
キュイ族随一ののん気者で、リンクが最初に出会ったキュイ族の一人。序盤ではボコブリン達に襲われているところをリンクに助けられた。
ムギー
キュイ族随一の臆病者。序盤では魔物から逃れるために木の枝の上に登っていたが、逆に降りられなくなってしまう。
セブリー
キュイ族随一のうっかり者。序盤では物見台の近くにある高台の草むらに隠れていた。
コブー
キュイ族随一の慌て者。序盤では穴の下にある隠し通路の先に隠れていた。もっと平和な場所への移住を望んでおり、リンクの行動次第ではスカイロフトのホーネルの観葉植物として暮らす事になるものの、森で暮らしていた時とあまり変わらない事に嘆くようになる。
ギョクロー
キュイ族の中でも特に大きな最長老。どんな非常事態でもマイペースで、のん気である。序盤では魔物に襲われて散り散りになった仲間を探しており、リンクが仲間を全て見つけた後はパチンコを提供する。
ホウジー
大樹の上に住んでいる長寿のキュイ族の仙人で、水龍フィローネの古い友人。いつも木の上で寝ていることが多く、最近では他のキュイ族も自身の存在を全く知らない。

#### 水棲亜人 パラゲ族
フロリア湖に住むタツノオトシゴのような外見の亜人族。
ラゲー
パラゲ族の族長。同族の中では最も知性が高いが、やや高飛車な性格である。魔物に襲われて傷付いたフィローネの治癒をリンクに頼む。

### オルディン地方
精霊炎龍オルディン
火を司る大精霊で、オルディン地方の統治者。普段は物静かな性格をしているが、時には自らの力を爆発させて火山の噴火を誘発させる事もある。

#### 土竜亜人 モグマ族
オルディン地方で暮らす土竜の亜人。地面を掘り進むための鋭い爪を持ち、地下にいることが多い。また、種族の傾向として金品に目がないのが特徴で、自らを「トレジャーハンター」と称している。名前は鉱石が由来となっている。
テツ
モグマ族の若者の一人。潜ればどこへでも行けるのにもかかわらずに神殿の扉の鍵を探すなどのやや天然な部分があり、コバルに度々突っ込まれている。魔物の持つお宝を手に入れようとコバルと共に大地の神殿に潜り込むが、神殿内でバクダン袋を落としてしまう。その後、リンクに回収を頼み、回収後はリンクにバクダン袋を譲る。
コバル
テツの相棒。大地の神殿に入り込むが、テツとはぐれてしまう。
コンサイさん
商業に目覚めた唯一のモグマ族。おっとりとした性格。オルディン火山中腹にある洞窟にて「ドキドキルピー掘りゲーム」を経営しているが、他のモグマ族は「ルピーなんか簡単に稼げる」と言って客になってくれないためにリンクにリピーターを頼む。
ニケル
おかっぱ頭の特徴であるモグマ族。気さくな性格。
リスタ
ドレットヘアーのような髪のモグマ族。ゼルダを追っているインパを目撃している。後に「ドキドキルピー掘りゲーム」の成功の秘訣を教える。
マキ
モグマ族の一人。目の周りが青く、金髪のモヒカンのような髪型をしている。
チッタ
モグマ族の一人。地下のある場所を掘ると飛び出してリンクに怒るが、直後に彼に穴掘りの醍醐味や注意等を教える。
ロズ
赤茶色の髪のモグマ族。リンクに爆弾の使い方について教える。
ゴルド
モグマ族の族長で、モグマ族が使用している「ほりほりグローブ」の考案者。その座を次の世代に譲ろうと考えて老後を新天地で暮らしたいと思っているが、リンクの行動次第ではパンプキンバーで働く事になり、パナンに対して好意的な態度を見せるようになる。
プチナ
丸みを帯びた体が特徴であるトレジャーハンター。かなり強欲な性格で、お宝に対する執着心はパッカからも心配されている。モグマ族の若者の中で唯一声質が違う。古の大祭壇にてリンクと遭遇し、物語後半のイベントでリンクがアイテムを敵に全て奪われ牢に閉じ込められたた際には「モグマグローブ」を取り返し脱出に協力する。
シルバ
長髪が自慢のトレジャーハンター。古の大祭壇で魔物に捕まっていたところをリンクに助けられる。その後、お礼としてほりほりグローブの改良型「モグマグローブ」を譲る。
パッカ
金歯が自慢のトレジャーハンターで、シルバの弟分。古の大祭壇で魔物に捕まっていたところをリンクに助けられる。またリンクがシルバから貰ったグローブをはめているのを見ると宝の地図を渡す。

### ラネール地方
精霊雷龍ラネール
雷を司る大精霊で、ラネール地方の統治者。機械亜人達の生みの親でもある。くだけた口調で話す。かつて重い病気を患っていたが、リンクが持ってきた生命の木の実によって完全に回復する。その後は「サイレン」（作中でリンクに課される異空間での試練）の再現やボスとの再戦のミニゲームでリンクを試し、達成後に伝説の盾「ハイリアの盾」を授ける。

#### 機械亜人 RS-301
ラネール地方で採掘作業を行う機械亜人。基本的に固有名は持たない。現代では朽ち果ててしまっているが、周囲の時間を戻す石「時空石」の効果により以前のような状態となる（サルボのみドルコの手で修理される）。
サルボ
スカイロフトにある唯一のRS-301Sタイプ。頭部に飛行用のプロペラが付いており、どんな重い物も軽々と運べる程の力を持っている。かつてドルコの祖先が地上へのお宝回収に使っており、現代では破損していたが、後にドルコによって修復される。その後、ファイに一目惚れしたことを機に、地上に落ちた物などの回収や運搬を行うことになる。リンクのことを「緑のマスター」と呼び邪険に扱う。一方、ファイからは単に「ロボット」と呼ばれる。
クックボ
かつてネールの炎を搭載していた輸送船の船長で、大きなヒゲが特徴であるRS-301Cタイプ。船が海賊に襲われた時に単体で脱出し、ラネール砂海の外れで朽ち果てていたが、リンクが船に搭載された時空石を起動した事で復活を果たして仲間の救出を条件にリンクと共に船の捜索する事となる。

### その他

#### 岩石亜人 ゴロン族
マルゴ
各地を旅しながら古代遺跡やその遺産について調査している考古学者。
ケンブン
マルゴの弟子。主に力仕事を任されているが、鹿児島弁の様な口調を混ぜて喋る。
トロゴ
造船所でトロッコの運行を行っている実業家。

### 積乱雲内部
ナリシャ
天空に住まう巨大なクジラのような空の精霊。「パラスパラス」に寄生され凶暴化してしまうが、リンクがパラスパラスを倒すと正気を取り戻し、トライフォースの在処を示す「勇者の詩」を彼に教える。

### ゴシップストーン
大地で蝶の舞う特定の箇所においてハープを奏でると出現する岩。話しかけると色々な噂を語り、一部のゴシップストーンは入手しにくい貴重な宝を高値で売る。
シーカーストーン
周囲の謎解きのヒント映像を提供するゴシップストーン。語尾を伸ばす独特な口調で喋る。『HD』には登場しない。

## 敵キャラクター
ボコブリン
剣や弓矢など、様々な武器を扱う小鬼のようなモンスターで、何故かパンツに対して強い執着を見せる。角笛を吹いて仲間を呼ぶ個体も存在する。
赤ボコブリン
主に屋外に現れる個体。剣やこん棒を持つ者は、リンクの構えに対応して防御を行なってくる。
緑ボコブリン
ダンジョン内に出現する個体。日光を浴びないため肌の色が緑になったらしい。攻撃方法は赤ボコブリンと変わらない。
青ボコブリン
ボコブリンの上位種。剣をもった個体のみ登場する。物語終盤では、ギラヒムに似た攻撃をしてくる個体が登場する。
くされボコブリン
ゾンビ化したボコブリン。耐久力が高いが、聖なる盾を向けられると怯えてしまう。
テクノボコブリン
過去の世界のボコブリン。電気を帯びた武器を扱う為、防御されるとしびれてしまう。
モリブリン
モリと盾を持った肥満体のモンスター。持っている盾は木製と鉄製の2種類がある。木の盾は切り刻むことが可能だが、完全に壊すと攻撃が激しくなる。
オクタロック
タコに似たモンスター。草や石を被って擬態し、巣穴から石を発射してくる。頭上の草や石を持ち上げようとすると突き飛ばされる。
デクババ
大きな口を持つ植物のモンスター。口が縦に開くもの、横に開くものがいる。
ヨツババ
デクババの上位種。口が縦横どちらにも開き、耐久力がデクババより高い。
キース
コウモリのモンスター。
ファイアキース
炎を帯びたキース。攻撃を受けた場合、リンクの服に火がつく。また、木の盾を装備していた場合は消失する。
サンダーキース
発電能力を持つキース。攻撃の際に電気を纏う習性があり、この状態で攻撃すると感電してしまう。
ヤミキース
呪いのオーラを纏ったキース。攻撃を受けると呪いで一定時間剣が使えなくなる。
チュチュ（緑、赤、黄、青）
スライム状のモンスター。攻撃を受けると体にまとわりつき、振りほどくまで攻撃できなくなる。また、攻撃をあてると小さい個体に分裂し、放置すると融合して大きくなる。
緑は固有能力を持たない。赤は攻撃されると服に引火し、バクダンに触れると誘爆する。黄色は帯電中に攻撃すると感電する。青は水中にのみ出現する。
スタルチュラ
大きな蜘蛛のモンスター。背中は硬く攻撃を受け付けない。
スタルウォール
小さな蜘蛛のモンスター。壁に張り付いている。
プチガット
後述のモルドガットの幼生虫。一匹一匹は弱いものの、集団で襲って来る場合がある。
シャコマイト
ラネール砂漠にいる、ヤドカリのようなモンスター。電気を纏い、転がって体当たりを仕掛けてくる。倒した後に残る殻は一時的に足場として利用できる。
マグッポ、ビリッポ、ヤミッポ、ミズッポ
カエルのようなモンスター。マグッポとヤミッポはマグマの中に潜み、マグッポは火炎弾、ヤミッポは一定時間剣が使えなくなる呪いの弾を、ビリッポは砂の中に潜り、近づくと電撃弾を放つ。また、ラネール砂海で水中にいるタイプも存在する。
ビーモス
トーテムポールのような外見をした機械。ビームを放ち攻撃する。
アモス
ダンジョン内を防衛する機械。体当たりで攻撃する。頭部には風を受けて回転する装置がついている。

### 中ボス
スタルフォス
2本の剣を持った骸骨の剣士で、ダメージを受ける度に肋骨が崩れていく。
リザルフォス
トカゲの魔物。口から吐く火炎と尻尾を振り回す攻撃の他、腕についた金属製の手甲のような物で攻撃をガードし、カウンターで攻撃を行なう。ゲームを進めていくと通常モンスターとしても登場する。
スタルマスター
4本の腕があり、それぞれの腕に剣を握った黄金のスタルフォス。その為、スタルフォスと比べると難易度が高くなっている。
ドン・ゲラー
海賊風の機械亜人で、砂上船を乗っ取った海賊達のリーダー。左手がフックのような形になっている。他の機械亜人達とは違い、何百年も経った現代でも稼働をしているという執念さを見せていた。
ヤミリザルフォス
格闘戦を得意とするリザルフォスで、こちらは火炎ではなく呪いの波動を放つ。こちらもゲームを進めていくと通常モンスターとして登場する。
グマーム
体が流体のマグマでできた手の魔物だが、グマームを利用しないと進めない仕掛けが存在する。
ドン・キラー
空の塔に潜むドン・ゲラーとは利き手が違うタイプの機械亜人。

### ボス
魔族長 ギラヒム（まぞくちょう - ）
「天望の神殿」「古の大祭殿」「ハイリアの地」のボス。魔物たちを率いている族長。卓越した剣技と魔法を使って攻撃し、指先で剣を受け止められた際はしばらくすると剣を奪われてしまう。再戦する度に攻撃が多彩になっていく。
獄炎大岩 ベラ・ダーマ（ごくえんたいがん - ）
「大地の神殿」のボス。直前の部屋にあった仕掛けの大岩がギラヒムの魔力により6本の足が生えたモンスターと化したもの。炎を纏った状態での体当たりや大きな口から火炎弾を吐き出す攻撃を仕掛ける。
千年甲殻蟲 モルドガット（せんねんこうかくちゅう - ）
「ラネール練石場」のボス。プチガットが1000年かけて成長した姿。巨大なサソリのような姿をしており、全身が固い甲殻で覆われている。また、はさみや尾っぽを使って攻撃する他、砂に隠れて奇襲を行う。
封印されしもの
「封印の地」のボス。全体が黒い鱗で覆われた巨大な魔物。3度対戦することになる。1度目の対戦時は2本の足が生えただけの姿だが、2度目では腕や尻尾が生え、3度目では飛行する。封印の地の神殿に向かって歩き続け、到着前に倒せなければ強制的にゲームオーバーとなる。
魔触神器 ダ・イルオーマ（ましょくしんき - ）
「古の大石窟」のボス。侵入者撃退を目的に作られた古代兵器がギラヒムの魔力により動き出したもの。部屋の中央で6本の腕を使って斧や大剣で攻撃し、ある程度ダメージを与えると部屋内を動き回るようになる。
古代海獣 ダイダゴス（こだいかいじゅう - ）
「砂上船」のボス。太古の海を支配していた一つ目の巨大な怪物。触腕で甲板を突き破り、これを処理するとリンクを目掛けて腕を振り下ろす。また、戦闘後半ではメドゥーサのような頭部から伸びる大量のヘビ状のもので攻撃する。
巨眼寄生種 パラスパラス（きょがんきせいしゅ - ）
「積乱雲内部」のボス。空の大精霊ナリシャに寄生している巨大な目を持つ魔物。口から吐く弾で攻撃する。
終焉の者（しゅうえんのもの）
本作の最終ボス。剣や拳を使用して攻撃し、距離が開いていると突進する。ダメージが貯まると剣に雷を纏わせた中距離攻撃も行なう様になる。雷龍ラネールの荒修行では、辛口モードでのみ登場する。

## アイテム
一部のアイテムはスカイロフトのショッピングモールで強化ができる。
パチンコ
弾を発射する道具。敵に弾を当てると痺れさせる効果がある。強化すると弾が拡散するようになる。
ビートル
空を飛ぶ虫型のアイテム。遠隔操作により偵察や遠くの仕掛けを作動させたりすることができる。ゲームを進めると「フックビートル」に改造され、物を運べるようになる。また、強化すると飛行時間が伸び加速できるようになる。
ムチ
先端に光る球が付いている鞭。ものにぶら下がったり仕掛けを作動したりできる。
虫とりアミ
虫を捕まえることができるアミ。ハートや小鳥など、虫以外の特定の物も採れる。強化する事で捕まえる範囲が大きくなる。
バクダン
ひび割れた壁の破壊や敵への攻撃を行う。操作方法により上に投げたり下に転がしたりすることができる。
弓矢
矢を放つ弓矢。力を溜めることで、威力や飛距離を伸ばすこともできる。強化する事で攻撃力が上がる。
ほりほりグローブ
×印が付いた柔らかい地面を掘り返すことができるモグマ族秘蔵のアイテム。ゲームを進めると「モグマグローブ」が手に入り、地面を掘り進むことができるようになる。
クローショット
鉤のついた鎖を打ち出して特定の的やツタに引っかけその場まで移動できる道具。引っかけた状態で更に別の場所への移動もできる。『トワイライトプリンセス』における「ダブルクローショット」と同様の性能。
まほうのツボ
中から強風を吹き出すツボ。物を吹き飛ばしたり風に反応する装置を作動させたりすることができる。これまでの作品に登場した同名の魔力回復アイテムとは別物。
女神のハープ
女神が使っていたとされるハープ。特定の場所で曲を奏でることにより不思議な現象を引き起こす。

## ポーチアイテム
冒険ポーチに入れておいて使用できるアイテム。最初は4つまでしか入らないが拡張ポーチを手に入れることで8つまで所持することができる。ポーチに入りきらないアイテムはショッピングモールの預かり所に預けておくことができる。なお、今作ではポーチを開いてアイテムを選択したり使ったりしている間もゲームが進行し続ける。

### 盾
今作の盾は耐久力が設定されており、敵の攻撃をガードする毎に耐久力が減り0になると破壊されて消滅する。その為、同じ種類を含む複数の盾を同時に所持することができる。
ハイリアの盾を除き、アイテムと同様に強化が可能。
木の盾、硬い木の盾、頑丈な木の盾
最初に入手することができる木製の盾。耐久力が低く炎に弱いが電撃を防げる特性を持つ。
鉄の盾、硬い鉄の盾、頑丈な鉄の盾
鉄製の頑丈な盾。耐久力が高く炎を防ぐことができるが電撃を受けるとシビレてしばらくの間動けなくなってしまう。
聖なる盾、上質の聖なる盾、最上の聖なる盾
聖なる力を帯びた盾。炎・電撃・呪いを防ぐことができ、耐久力が自動的に回復するが、耐久力自体は低い。
ハイリアの盾
雷龍ラネール曰く「べらぼうに強い盾」。全ての攻撃を防ぐことができ、耐久力が無限（画面にゲージは表示されるもののどんな攻撃でも減らない）の最強の盾。

### 空きビン
クスリをはじめとして様々な物を入れておけるアイテム。最大で5つ手に入る。
ハートのクスリ（V、SV）
ハートが8つ回復する。調合でVにすると全回復になり、SVにするとVの効果を2回使うことができる。
リカバオール（V、SV）
盾の耐久力が全快し、さらにハートが4つ回復する。Vはハートが8つ回復し、SVはVの効果を2回使うことができる。
ムテキン（V）
飲んでから3分間受けるダメージが半減する。Vは3分間ダメージを受けなくなる。
ガンバオール（V）
飲んでから3分間がんばりゲージが減りにくくなる。Vは3分間がんばりゲージが減らなくなる。
空気のクスリ（V）
飲んでから3分間水中で空気ゲージが減りにくくなる。Vは3分間空気ゲージが減らなくなる。
妖精
ハートが6つ回復する。所持している状態でハートが0になった場合は自動的に回復してくれる。
きのこの胞子、キラキラした胞子
敵に当てると一定時間気絶する。キラキラした胞子はきのこの胞子5回分。また、ロフトバードの傷を癒す効果もある。
かぼちゃスープ
パンプキンバーで販売しているスープ。温かいスープは美味しいが所持してから5分で冷めてしまう。
ただの水、聖なる水
水源で水をすくってビンに入れておくことができる。特定の水源では聖なる水をすくうことができる。

### メダル
ポーチに入れておくだけで効果が発生するアイテム。
命のメダル
ハートの最大値が1増える。
ハートメダル
敵を倒した時にハートが出やすくなる。辛口モードでもハートやハート花が出るようになる。
ルピーメダル
敵を倒した時にルピーが出やすくなる。
トレジャーメダル
敵を倒した時にお宝が出やすくなる。
アクマメダル
敵を倒した時にルピーとお宝が出やすくなるがポーチが開けなくなる。再び開くにはこれを預かり所に預ける必要がある。
虫メダル
マップ上に虫がいる位置が表示される。
長持ちメダル
クスリの効果時間が長くなる。

### 所持数拡張
消費セレクトアイテムの所持数が上がるアイテム。複数所持している場合は効果が重複する。
タネ袋　小・中・大
デクのタネの所持数が上がる。小は10個、中は20個、大は30個入れる事ができる。
バクダン袋　小・中・大
バクダン花の所持数が上がる。小は5個、中は10個、大は15個入れる事ができる。
矢筒　小・中・大
矢の所持数が上がる。小は5本、中は10本、大は15本入れる事ができる。

## ダンジョン
今作では全体的に神殿の階層が少ない。また、他作品とは違い、コンパスがなく、ダンジョンマップを入手した時点で宝箱等が表示される。
1. 天望の神殿（英：Skyview Temple）
フィローネの森の奥に存在する神殿。空から来た者を迎え入れるためのものだが、長い年月をかけて植物に浸食されている。
2. 大地の神殿（英：Earth Temple）
オルディン火山の中腹にある神殿。絶えず溶岩が流れており、岩球の上に乗って進んでいく。また侵入者を撃退するためのトラップのようなものが随所に仕掛けられている。
3. ラネール錬石場（英：Lanayru Mining Facility）
ラネール砂漠の中央に沈んでいる施設。かつては時空石の採掘・加工施設だった。
ラネール砂漠同様現在では朽ちているが、時空石を起動することによってかつての文明を復活させることができる。
4. 古の大石窟（英：Ancient Cistern）
フロルの炎を守る洞窟。内部は仏教を連想させる絢爛豪華な装飾がなされている。
地下は薄暗くゾンビと化したボコブリンが徘徊しており、上層とは天国と地獄のような対極的な雰囲気を持つ。
5. 砂上船（英：Sand Ship）
クックボ船長が乗っていたネールの炎を守る船で、姿を消す機能がある。現在ではラネール砂海を幽霊船のように彷徨っており、大砲の弾を当てることによって姿を現す。過去では海賊たちの襲撃によって占領されてしまい、魔物が巣食う巣となっている。
6. 古の大祭殿（英：Fire Sanctuary）
オルディン火山の山頂奥に存在し、入り口は炎の結界で塞がれている。内部には莫大な財宝が眠っているとされているが、財宝を見て生きて帰った者はいないという。モグマ族が数人侵入しており、敵に捕まっている。
7. 空の塔（英：Sky Keep）
スカイロフトの女神の島下部から出現する塔。トライフォースが隠されている。
8つのフロアで構成されており、特定の部屋ではそれぞれを移動させて位置を組み替える台座が置かれている為、その台座を用いて部屋を組み替えながら進めていく。それぞれのフロアは今までの地上のエリアやそこのダンジョンを思い起こさせるような作りになっている。

## 開発
本作の開発はストーリー等ビジュアルな部分から行われたものではなく、ゲームの基礎となる操作などの仕組みの部分から行われた。具体的には、今までにない新しいコントローラであるWiiリモコンを使うことで「『ゼルダ』がどう変わるのか」ということが、本作のチャレンジのひとつだった。プロデューサーの青沼英二は『トワイライトプリンセス』の開発が終了したあと次作の企画を検討していた。その中で、『ゼルダの伝説 夢幻の砂時計』を開発していた藤林秀麿が企画書を持参し、制作を志願した。そして同時期に開発された「Wiiモーションプラス」を使用して、「自由に操作できるものを考える」コンセプトのもと話を進めたが、『ゼルダ』でのアクション場面において、Wiiモーションプラスを円滑に使うことが困難であり、当初は使用することを断念した。そこで青沼らはWiiリモコンとヌンチャクだけで遊べる『ゼルダ』を制作し始めるが、他のプロデューサーから「なぜWiiモーションプラスを使わないのか」とプレッシャーを受け、結果、再度Wiiモーションプラスを使う方向に方針を転換した。問題を解決するにあたって、青沼らは当初は人の動きを忠実に再現しようと、人体の骨格を研究するなど実験を繰り返したが、リンクのアクションが様にならないため、忠実さを断念したところ、むしろ自然な動きとなることができた。
アクションの問題が解決したため、アイテムの切り替えもこれまでとは異なり、画面を見なくても切り替えられる検討した結果、Wiiリモコンを傾ければ、アイテム選択ができるようなUIにすることにした。
このように操作方法が変化したことで、ゼネラルプロデューサーの宮本茂は「前の操作にはもう戻れない」と評価する一方、既存の方法からの変化に戸惑う消費者もいることが想定された。これに関して、開発者一同は、自分の動作がキャラクターに反映されることで、より世界への没入観が得られる点や、既存のコントローラーのようにコマンドを覚える必要がない点、最初は違和感があったとしても身体が覚えるなどの自己評価をしている。
タイトルの『スカイウォード』は、宮本のアイデアによって「剣ビーム（スカイウォード）」が実現し天に剣を掲げられるようになったことで名付けられた。また本作にはアイテムとして「ビートル」が登場するが、開発段階では「ロケットパンチ」であり、このようなからくりが登場することで設定が膨らみ、本作には「発達した古代文明があった」という設定が生まれた。
本作について公式の場で初めて言及されたのはゲームイベントのE3 2008のラウンドテーブルでのことで、このときWii向けのゼルダの新作が開発中であると宮本が発言し、このチームはニンテンドーDS向けのゼルダ（『ゼルダの伝説 大地の汽笛』）を開発しているチームとも溶け込んでいる（メンバーが一部共通している）ことが紹介された。E3 2009のラウンドテーブルでは、宮本により1枚のコンセプトアートが公開され、Wiiモーションプラスに対応する事、発売年を2010年頃を目安に作成している事も明かされた。E3 2010にて『ゼルダの伝説 スカイウォードソード』というタイトルと共に正式に発表され、トレーラーやスクリーンショット、操作方法等が公開、試遊台が展示され、発売予定日が2011年に決定された。宮本は「『ゼルダの伝説』を何度も遊ぶ人がいるというのは、仕組みがおもしろいからだと思っています。それがだんだんと、ダンジョンの数やストーリーの長さに興味がうつりがちですが、もっと原点に帰っておもしろい遊びを作りたい、という気持ちが強いです」と語っている。E3 2011では、新しいトレーラーとスクリーンショットが公開され、ゲーム内でオーケストラ演奏によるBGMを採用していること、スカイウォードソード仕様のゴールドに塗ったWiiリモコンが販売されることも発表された。

## その他
- 本作のメインテーマ曲「女神の詩」は、逆再生すると、ゼルダシリーズでゼルダのテーマ曲として用いられている曲「ゼルダの子守歌」になる。女神の詩を作曲した若井淑はこのトリックについて当初「誰も気づかなかったらお墓まで持って行こう」と考えて周囲に内緒にし、プロデューサーの青沼英二にも伝えていなかったが、ファンはこれにいち早く気づいていた。こうした中、アメリカのゲーム見本市のE3で海外メディアからこの件を尋ねられた際、事実を知らない青沼は「そんな訳がないでしょう。逆再生して曲が成り立つわけがない」と否定し大恥をかいてしまったという[14]。
- 通常版の2011年内出荷分には、オーケストラ演奏によるゼルダの伝説シリーズの楽曲を収録したCD「ゼルダの伝説 25周年 オーケストラコンサート スペシャルCD」が付属。また、「ゼルダ25周年記念パック」には、このCDに加え特製のゴールドに塗ったWiiリモコンプラスとWiiリモコンジャケットが付属している。
- 勇者の詩を手に入れるイベントを特定の順番で行うと先に進めない不具合が存在する。これについて任天堂は不具合回避手順を公式ホームページ上で告知し、Wiiチャンネルを用いたオンラインでのセーブデータ修復サービス、およびセーブデータ入りのSDメモリーカード（またはWii本体）を任天堂に送付することによる修復サービスを行っている[15]。
- 2011年12月16日より任天堂の会員サービス「クラブニンテンドー」で受注を開始したグッズ「ゴールデンヌンチャク」を注文する際、2012年2月20日までに『スカイウォードソード』のシリアルナンバーを登録することで、会員の所持ポイントが通常600ポイント必要なところを400ポイントで交換出来る優待サービスを行っていた[16]。
- ゼルダの伝説シリーズの公式資料集『任天堂公式ガイドブック ハイラル・ヒストリア ゼルダの伝説大全』に、姫川明による本作のコミカライズ版が掲載されている（全32ページ、うちカラー8ページ）。内容は本編で断片的にしか語られなかった女神ハイリアと邪悪な存在との戦いを描いたもので、ゲーム本編の前日譚となっている。
- 2014年に発売されたWii U用ソフト『大乱闘スマッシュブラザーズ for Wii U』では、本作をモチーフにした対戦ステージ「スカイロフト」が登場する。また、戦いを支援するキャラクター「アシストフィギュア」としてギラヒムが登場する。

## ゼルダの伝説 スカイウォードソード HD
『ゼルダの伝説 スカイウォードソード HD』（ゼルダのでんせつ スカイウォードソード エイチディー、英題：The Legend of Zelda: Skyward Sword HD）は、2021年7月16日に発売されたNintendo Switch用アクションアドベンチャーゲーム。第一報は同年2月18日のNintendo Direct 2021.2.18において発表された。

### 主な変更点
グラフィック
機械がニンテンドースイッチと言うことで映像がハイビジョン化され、処理速度も30fpsから60fpsに向上して秀麗な画像になり、読み込み時間も短縮した。
モーションやカメラのコントロール
Joy-Con 2本を用いることでWii版（Wiiモーションプラス＋ヌンチャク）のとき同様の直感的な操作が可能で、新たにボタン操作にも対応した。この場合、剣の操作はスティックで行い、弾いた方向に合わせて振る形となる。Wii版はカメラを任意に操作出来なかったが、Switch版だとL＋右スティック、Joy-Conの2本操作では右スティック操作でカメラを任意に操作できる。ジャイロセンサーのオン / オフも可能。
その他
- ゲームと同日発売の「ゼルダ＆ロフトバード」のamiiboを使うと[25]、「大地からは空に、空からは大地の」amiiboを使った場所に帰ってくることができる[24]。
- セーブファイル3つに加えオートセーブファイルが追加、ゲームの途中の好きなタイミングで別のセーブファイルに保存することも可能に[26]。
- ヒント等を与えてくれるファイはこちらから聞くまで留まるようになり、アイテムを拾った際の説明は初回のみになった。最初からカットシーンをスキップ出来るようになった[24]。

## 関連商品
ゼルダの伝説 スカイウォードソード オリジナルサウンドトラック
発売日：2021年11月23日 / NIPPON COLUMBIA / 品番：COCX-41640-4